# گورنه
گورنی، اندر (به فرانسوی: Gournay) یک کمون در فرانسه است که در اندر واقع شده‌است. گورنی ۲۰٫۳۳ کیلومتر مربع مساحت و ۳۳۶ نفر جمعیت دارد و ۲۱۰ متر بالاتر از سطح دریا واقع شده‌است.